# Amber Mountain
Amber Mountain är ett berg i Kanada.   Det ligger i provinsen Alberta, i den centrala delen av landet, 3 100 km väster om huvudstaden Ottawa. Toppen på Amber Mountain är 2 480 meter över havet.
Terrängen runt Amber Mountain är varierad. Trakten runt Amber Mountain är nära nog obefolkad, med mindre än två invånare per kvadratkilometer.. Närmaste större samhälle är Jasper Park Lodge, 11,0 km nordväst om Amber Mountain. 
Trakten runt Amber Mountain består i huvudsak av gräsmarker.